# Châtelat
Châtelat est une localité et une ancienne commune suisse du canton de Berne, située dans l'arrondissement administratif du Jura bernois.

## Histoire
De 1797 à 1815, Châtelat a fait partie de la France, au sein du département du Mont-Terrible, puis, à partir de 1800, du département du Haut-Rhin, auquel le département du Mont-Terrible fut rattaché. Par décision du congrès de Vienne, le territoire de l'ancien évêché de Bâle fut attribué au canton de Berne, en 1815.
Le village de Châtelat se compose de trois localités, à savoir Moron, Fornet-Dessous et Châtelat. Les habitants sont appelés les Tschêtrepas. En 1335, le village était connu sous Schellestellat, puis Chestelet en 1337 et Chételat en 1434. En 1890, on dénombrait 220 habitants alors qu’au 1er janvier 2001, il n'y en avait plus que 119.
Les habitants sont en majorité de confession mennonite et il existe une église à Moron. Le village a accueilli le premier home de personnes âgées du district de Moutier avant qu'il ne soit transféré à Reconvilier, sous la dénomination de La Ruche, puis il est devenu La Colline.
Les armoiries de Châtelat sont définies comme suit : « D’argent à une tour de sable sur un mont de trois coupeaux de sinople accompagnée de trois étoiles à six rais mal ordonnées de gueules ». Ces armoiries sont parlantes puisque les trois étoiles représentent Châtelat, Fornet-Dessous et Moron. Ces armoiries ont été créées en 1913 et elles ont été approuvées en 1945.
Le village de Châtelat est principalement agricole. On dénombrait autrefois trois fromageries. Actuellement, il ne reste que la fromagerie de Fornet-Dessous qui est encore en activité et qui fabrique la célèbre Tête de Moine qui a obtenu le titre suprême aux Olympiades du fromage en 2009. Il existe trois classes d'école à Châtelat regroupant les enfants de trois localités.
L'épuration des eaux du Petit Val, les travaux pour l’eau potable et la création d'une place de jeux à Châtelat et à Moron. Comme curiosités, on peut citer les nombreux greniers construits en madriers sis à Châtelat ainsi que la fontaine de Châtelat également. L'église de Moron figure comme monument à visiter tout comme les nombreuses bâtisses construites en 1700 ou au début 1800 et qui sont très bien conservées.
Liste des maires de la commune : Frank Loosli, Agatha Lerch, Daniel Boillat, Otto Rätz, Francis Juillerat.
Le 24 novembre 2013, à une large majorité de 72 %, les habitants de Châtelat ont décidé de demeurer dans le canton de Berne et ont refusé d'engager un processus concernant l'avenir institutionnel de la région, votation qui a été dictée par les conclusions de l'Assemblée interjurassienne et sans que le peuple ait été consulté au préalable. Par ce vote démocratique et acquis de manière très nette, la question jurassienne est ainsi réglée définitivement.
Le 16 mars 2014, les habitants de la commune acceptent à 60,6 % la fusion de leur commune avec les communes de Monible, Sornetan et Souboz. La nouvelle commune, appelée Petit-Val, est effective dès le 1er janvier 2015.

## Transports
- Sur la ligne ferroviaire Moutier - Tavannes - Sonceboz, gare de Tavannes. Car Postal de Tavannes à Châtelat, via Bellelay.
- Autoroute A16 sortie à Tavannes (10 minutes du village de Châtelat).

## Curiosité
Connu de longue date, le premier puits du Creux d'Entier, reçu très tôt la visite de nombreux explorateurs. Ce n'est qu'en 1948 que le grand puits fut découvert ; les premiers explorateurs descendus dans le gouffre le visitèrent attentivement, mais sans voir dans une paroi, à une dizaine de mètres au-dessus du fond, une ouverture trouant la roche. À l'occasion de la fondation de la Section de Reconvilier de la Société suisse de spéléologie, le 19 décembre 1948, des spéléologues atteignent la lucarne en s’aidant des branches d'un sapin descendu auparavant. Les explorations du Creux d'Entier commençaient ainsi. Jusqu'à ce jour, malgré les nombreuses explorations antérieures, le SCJ puis le CSP et la SSS Bâle y ont découvert de nombreux diverticules sans toutefois découvrir la suite tant souhaitée. Le village de Châtelat est classé comme objet inscrit à l'inventaire des sites digne de protection et il comporte de nombreux bâtiments qui sont demeurés très bien conservés et respectant les constructions d'autrefois.

## Langues
En 1870, la commune a été reconnue comme partie francophone. Même s'il demeurent des personnes parlant l'allemand, la majorité des habitants s'exprime en français et toute la correspondance s'effectue en français.
L'école allemande a d'ailleurs été fermée voici une bonne quinzaine d'années (référence 2014).